# فرنگولی: آخرین جنگل بارانی
فرنگولی: آخرین جنگل بارانی (به انگلیسی: FernGully: The Last Rainforest) فیلمی پویانمایی و فانتزی است محصول سال ۱۹۹۲ به کارگردانی بیل کرویر می‌باشد. در این فیلم بازیگرانی همچون جاناتان وارد، کریستین اسلیتر، سامانتا ماتیس، تیم کوری، گریس زابریسکی، رابین ویلیامز، چچ مارین، تامی چونگ و رابرت پاستریولی ایفای نقش کرده‌اند.